# Computernetwerk
Een computernetwerk is een systeem voor communicatie tussen twee of meer computers. De communicatie verloopt via netwerkkabels of via een draadloos netwerk. In de netwerktopologie worden fysieke en logische topologieën onderscheiden. Men spreekt van een LAN in het geval van lokale plaatsgebonden bekabeling waarop computers binnen één gebouw of een campus aangesloten worden en een WAN wanneer er sprake is van verbindingen over grotere afstanden.

## Het lagenmodel
Voor computernetwerken is TCP/IP het meest gebruikte communicatie protocol, met op de derde laag het internetprotocol (IP) en op de vierde laag het Transmission Control Protocol (TCP) van het OSI-model.
- Toepassingslaag: Op deze laag bevinden zich de communicatieprotocollen die rechtstreeks uitgewisseld worden met de applicatie zoals een e-mail-programma of een webbrowser.

Voorbeeld: HTTP, FTP, ODBC, SMTP, Telnet
- Presentatielaag: Op deze laag bevinden zich onder andere compressie- en versleutelingsprotocollen.

Voorbeeld: IPsec, IPComp, CCP
- Sessielaag: Op deze laag wordt de communicatiedialoog onderhouden tussen de twee communicatiepartners, door het opzetten en verbreken van de sessie.

Voorbeeld: NetBIOS, NetBEUI PPTP, AppleTalk
- Transportlaag: Op deze laag wordt de volgordelijkheid van de afzonderlijke gegevenspakketten bewaakt.

Voorbeeld: TCP, UDP, SPX
- Netwerklaag: Op deze laag wordt de route-informatie over de IT-infrastructuur afgehandeld, zodat de gegevenspakketten op de juiste wijze gerouteerd kunnen worden door zogenaamde routers.

Voorbeeld: IP, IPX
- Datalinklaag: Op deze laag vindt Protocol multiplexing, mediumtoegang en de fysieke addressing (MAC) plaats.

Voorbeeld Ethernet (IEEE802.3), ARCNET (IEEE802.4), Token Ring (IEEE802.5), WiFi (IEEE802.11)
- Fysieke laag: deze laag definieert de binaire transmissie en de elektrische of optische specificaties van het transportsignaal, alsmede de fysieke specificaties van het transportmedium.

Voorbeeld: 10BASE-T, 100BASE-TX, 1000BASE-T, 10GBASE-T.

## Topologieën
- Point-to-point - Twee computers communiceren 1:1 via een seriële- of netwerkkabel of een bluetooth-verbinding.

Toepassing: tijdelijke 1:1 verbindingen t.b.v. overzetten van data en bediening op geringe afstand
Voordeel: Eenvoudig te realiseren
Nadeel: Maximaal 2 computers per netwerk
- Bus - Alle computers op één kabel.

Toepassing: ethernet en ARCNET over coaxkabel (beide in onbruik geraakt)
Voordeel: Eenvoudig te realiseren en meer dan twee computers per netwerk mogelijk
Nadeel: gevoelig voor fysieke onderbrekingen, aangezien slechts twee computers tegelijkertijd met elkaar kunnen communiceren wat een relatief hoge toegangstijd tot gevolg heeft (zie ook: CSMA/CD)
- Ster - Alle computers hebben een kabel naar een centraal punt.

Toepassing: telefoonnetwerken en glasvezel netwerken op districtniveau
Voordeel: iedere eindpunt apparaat (computer, telefoon, etc.) heeft de volledige bandbreedte van de kabel ter beschikking
Nadeel: vereist veel bekabeling
- Ring - De computers zijn met elkaar verbonden en vormen samen een ring.

Toepassing: Token Ring-netwerken (populair in de jaren-1980, echter volledig in onbruik geraakt)
Voordeel: ten tijde van de introductie: robuust en snel (ten opzichte van het toenmalige 10Mbps Ethernet en het 2,5Mbps ARCNET)
Nadeel: kabeltechnisch complex, omdat de ring redundant moest zijn werd deze fysiek uitgevoerd als een stervormige dubbele ring